# Logan Mader
Logan Mader (Montréal, 16 novembre 1970) è un chitarrista e produttore discografico canadese.

## Biografia
Logan Mader è un chitarrista canadese conosciuto soprattutto per le sue esperienze nei Machine Head e nei Soulfly.
Con i primi ha suonato come membro fisso nel fortunato debut-album Burn My Eyes (1994) e nel successivo The More Things Change... (1997), mentre nel gruppo di Max Cavalera, i Soulfly, è stato un turnista dal vivo e appare nell'edizione australiana dell'EP Tribe del 1999.
Ha poi tentato la fortuna, senza successo, in un gruppo da lui formato chiamato Medication, nel quale militava anche Roy Mayorga e che era stato supportato in origine da Robert Trujillo.
Svolge anche l'attività di produttore di band per la maggior parte nu metal. Ha anche prodotto due dischi per il gruppo dei fratelli Max e Igor Cavalera, i Cavalera Conspiracy, e in particolare Inflikted (2008) e Blunt Force Trauma (2011). Da produttore ha anche lavorato al fianco di W.A.S.P., Bonded by Blood, Achozen, Echoes of Eternity, Devildriver, Incite, Psycroptic, Gojira, Silent Civilian, Twin Method, Dommin, Divine Heresy e altri.
Nel 2015 ha debuttato col progetto Once Human, gruppo di cui fanno parte anche Lauren Hart (voce), Damian Rainauld (basso) e Ralph Alexander (batteria).

## Discografia da musicista

### Con i Machine Head
- 1994 – Burn My Eyes
- 1997 – The More Things Change...
- 2019 – Live at Dynamo Open Air 1997 (album dal vivo)
- 2019 – Burn My Eyes Live In The Studio 2019 (album dal vivo)
- 2020 – My Hands Are Empty (singolo)

### Con i Soulfly
- 1998 – Soulfly
- 1999 – Frontline Volume 2 - The Singles Club (split con i Slipknot)
- 1999 – Tribe
- 2018 – Live at Dynamo Open Air 1998 (album dal vivo)

### Con i Medication
- 2002 – Prince Valium
- 2002 – Medication EP

### Con i Once Human
- 2015 – The Life I Remember
- 2017 – Evolution
- 2018 – Stage of Evolution (album dal vivo)
- 2022 – Scar Weaver

### Collaborazioni
- 2005 – Roadrunner United - The All-Star Sessions (chitarra nel brano The End)
- 2007 – Divine Heresy - Bleed the Fifth (chitarra nei brani Royal Blood Heresy e Closure)
- 2008 – Roadrunner United - The Concert (chitarra nei brani The End, Eye For An Eye, Davidian)
- 2013 – Jamie Christopherson - Metal Gear Rising: Revengeance Vocal Tracks
- 2015 – Tina Guo - Cello metal (chitarra nei brani Iron Man, Cowboys From Hell)

## Discografia da produttore/tecnico
- 2003 – Pitchshifter - Bootlegged, Distorted, Remixed and Uploaded (remissaggio)
- 2004 – Wartorn - Early Release Full Length Album (missaggio e mastering)
- 2006 – Silent Civilian - Rebirth of the Temple (produzione, registrazione, missaggio e mastering)
- 2007 – Still Remains - The Serpent (missaggio)
- 2007 – W.A.S.P. - Dominator (missaggio e mastering)
- 2007 – Divine Heresy - Bleed the Fifth (produzione, registrazione, ingegneria del suono, missaggio e mastering)
- 2008 – Psycroptic - Ob(Servant) (missaggio)
- 2008 – Gojira - The Way of All Flesh (ingegneria del suono per la batteria, missaggio e mastering)
- 2008 – Burning the Masses - Mind Control (missaggio e mastering)
- 2008 – Cavalera Conspiracy - Sanctuary (singolo) (produzione, ingegneria del suono, missaggio e mastering)
- 2008 – Cavalera Conspiracy - Inflikted (produzione, ingegneria del suono, missaggio e mastering)
- 2009 – Divine Heresy - Bringer of Plagues (produzione, ingegneria del suono e missaggio)
- 2009 – Echoes of Eternity - As Shadows Burn (missaggio e produzione)
- 2009 – Incite - The Slaughter (produzione)
- 2009 – W.A.S.P. - Babylon (missaggio e mastering)
- 2009 – Agony - The Devil's Breath (missaggio)
- 2009 – DevilDriver - Pray for Villains (singolo) (produzione, missaggio e mastering)
- 2009 – DevilDriver - Pray for Villains (produzione, missaggio, mastering e testi per i brani "Pure Sincerity" e "Teach Me To Whisper")
- 2010 – Taking Dawn - God of War: Blood & Metal (split) (produzione e missaggio)
- 2010 – Raintime - Psychromatic (missaggio e mastering)
- 2010 – Soulfly - Rise of the Fallen (singolo) (co-produzione, ingegneria del suono, missaggio e mastering)
- 2010 – Soulfly - Omen (produzione, ingegneria del suono, missaggio e mastering)
- 2011 – Kartikeya - Durga Puja (EP) (missaggio e mastering brano ‘’Durga Puja’’)
- 2011 – Cavalera Conspiracy - Killing Inside (singolo) (produzione, ingegneria del suono, missaggio e mastering)
- 2011 – Cavalera Conspiracy - Blunt Force Trauma (produzione, ingegneria del suono, missaggio e mastering)
- 2011 – Channel Zero - Feed 'Em with a Brick (produzione, ingegneria del suono, missaggio e mastering)
- 2011 – Dwail - Helter Skelter (missaggio e mastering)
- 2012 – Incite - All Out War (produzione, missaggio e mastering)
- 2012 – Unchained - Oncoming Chaos (mastering)
- 2012 – Fear Factory - Recharger (singolo) (ingegneria del suono e registrazione)
- 2012 – Fear Factory - The Industrialist (registrazione di chitarre, basso e cori, edizione digitale)
- 2012 – Bonded by Blood - The Aftermath (produzione, missaggio e mastering)
- 2013 – In Death... - Thanatos (EP) (missaggio e mastering)
- 2013 – Insidead - Ελευσις (missaggio e mastering)
- 2013 – Bleed from Within - Uprising (missaggio e mastering)
- 2013 – Dagoba - Post Mortem Nihil Est (missaggio e mastering)
- 2014 – Septicflesh - Order of Dracul (singolo) (produzione, missaggio e mastering)
- 2014 – Septicflesh - Titan (produzione, missaggio e mastering)
- 2014 – Channel Zero - Electronic Cocaine (singolo) (produzione)
- 2014 – Channel Zero - Kill All Kings (produzione, missaggio e mastering)
- 2014 – Devil You Know - Seven Years Alone (singolo) (produzione e ingegneria del suono)
- 2014 – Devil You Know - The Beauty of Destruction (produzione e ingegneria del suono)
- 2015 – All Tomorrows - Sol Agnates (mastering)
- 2015 – Once Human - The Life I Remember (produzione, missaggio, programmazione, mastering, ingegneria del suono)
- 2015 – W.A.S.P. - Golgotha (missaggio)
- 2016 – Hope Deferred - Demo (demo) (missaggio e mastering)
- 2016 – Khepra - Obsession of the Mad (singolo) (missaggio e mastering)
- 2016 – Khepra - Cosmology Divine (missaggio e mastering)
- 2017 – Half Blood - Half Blood (produzione, missaggio e mastering)
- 2017 – Once Human - Evolution (registrazione, ingegneria del suono e missaggio)
- 2017 – Recrucide - The Cycle (mastering)
- 2018 – W.A.S.P. - ReIdolized (The Soundtrack to the Crimson Idol) (missaggio)
- 2018 – Dee Snider - For the Love of Metal (testi e musica nel brano ‘’The Hardest Way’’)
- 2018 – Once Human - Stage of Evolution (album dal vivo) (produzione)
- 2018 – Persefone - In Lak'Ech (EP) (missaggio e mastering)
- 2018 – Rise of Avernus - Eigengrau (missaggio e mastering)
- 2019 – Echoes of Eternity - Ageless (missaggio e mastering)
- 2019 – Necronomicon - Unus (missaggio)